# Franklinothrips
Franklinothrips är ett släkte av insekter. Franklinothrips ingår i familjen rovtripsar.
Kladogram enligt Catalogue of Life:
| Franklinothrips | \| \| Franklinothrips orizabensis \| \| \| \| \| \| Franklinothrips vespiformis \| \| \| \| |
|                 | \| \| Franklinothrips orizabensis \| \| \| \| \| \| Franklinothrips vespiformis \| \| \| \| |
|                 | Aeolothrips                                                                                 |
|                 |                                                                                             |
|                 | Dactuliothrips                                                                              |
|                 |                                                                                             |
|                 | Desmidothrips                                                                               |
|                 |                                                                                             |
|                 | Erythrothrips                                                                               |
|                 |                                                                                             |
|                 | Melanthrips                                                                                 |
|                 |                                                                                             |
|                 | Orothrips                                                                                   |
|                 |                                                                                             |
|                 | Rhipidothrips                                                                               |
|                 |                                                                                             |
|                 | Stomatothrips                                                                               |
|                 |                                                                                             |
|                 | Franklinothrips orizabensis                                                                 |
|                 |                                                                                             |
|                 | Franklinothrips vespiformis                                                                 |
|                 |                                                                                             |

|  | Franklinothrips orizabensis |
|  |                             |
|  | Franklinothrips vespiformis |
|  |                             |

## Bildgalleri

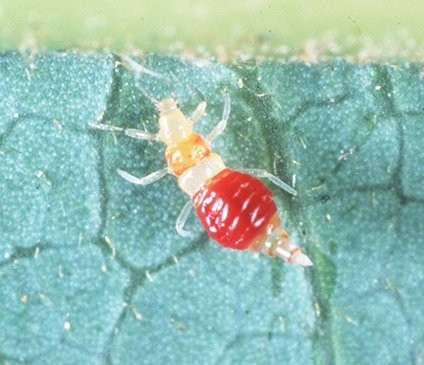